# Сапогов, Алексей Викторович
Алексе́й Ви́кторович Сапого́в (род. 2 апреля 1988, Ленинск-Кузнецкий, Кемеровская область) — российский футболист, нападающий.

## Карьера
Воспитанник школы-интерната спортивного профиля (Ленинск-Кузнецкий) и футбольной школы московского «Локомотива». Начал карьеру в дубле московского «Торпедо». Выступал за клубы второго дивизиона России «Зеленоград» и «Волга» (Тверь). В сезоне 2011/12 играл за «Горняк» (Учалы) и занял второе место в споре бомбардиров зоны «Урал-Поволжье» второго дивизиона с 17 голами.
С 2012 года выступал за нижегородскую «Волгу». 21 июля 2012 года футболист провёл первый матч в премьер-лиге, выйдя в основном составе на игру против московского «Динамо», в дебютном матче сделал голевую передачу. Через неделю Сапогов забил первый гол — московскому «Спартаку». Всего в первых 9 матчах сезона 2012/13 забил 5 мячей. 27 ноября в матче с «Рубином» был удалён с поля за толчок Карлоса Эдуардо. Стычка между футболистами произошла из-за нарушения бразильцем правил фейр-плей.
9 сентября 2012 провёл единственный матч в составе второй сборной России — в игре против молодёжной сборной Турции (4:1) на 76-й минуте сделал счёт 2:0: оставшись один перед воротами, сделал несколько касаний ногой и забил с полуметра головой.
В межсезонье 2013 пытался покинуть «Волгу», где у него испортились отношения с руководством. Не сумев этого сделать, 4 сентября 2013 года объявил о завершении карьеры. В зимнее трансферное окно был приглашён на сборы «Анжи», также рассматривал другие варианты возобновления карьеры. В конце января 2014 года во время турецкого сбора «Анжи» подрался с Шамилем Асильдаровым, в результате чего, как сообщали СМИ, получил перелом челюсти. Позже сам игрок опроверг информацию о переломе, а пресс-атташе «Анжи» Александр Удальцов заявил, что Сапогов в команде изначально рассматривался в качестве аниматора, так как он в 2013 году уже закончил карьеру игрока.
12 марта сообщалось, что Сапогов был заявлен за клуб чемпионата Латвии «Спартак» Юрмала, однако позже стало известно, что контракт между ними заключён не был. 30 марта Сапогов дебютировал в составе «Спартака», отыграв полный матч чемпионата против «Сконто» (1:2), а 14 мая 2014 забил свой первый гол в матче против «Даугавы» Даугавпилс (3:3).
В феврале 2015 провёл один матч на Кубке ФНЛ за «Тосно». В матче за 15 место против «Сокола» (1:1, 4:5, пен.) на 90-й минуте при счёте 0:1 не забил пенальти, но через две минуты в компенсированное время сравнял счёт.
В январе 2016 года стало известно, что Сапогов тренируется в составе ФК «Тюмень», с которым 15 февраля 2016 года на Кубке ФНЛ забил гол в ворота «Спартака-2». Однако он не смог заключить контракт из-за того, что на клуб был наложен запрет на регистрацию новых футболистов.
Во второй половине 2016 года провёл несколько матчей в составе клуба Третьего дивизиона «Юниор» из Санкт-Петербурга, забив четыре мяча и одержав с командой шесть побед.
Поклонник московского «Спартака» и туринского «Ювентуса». По словам Сапогова, он однажды передал диск с нарезкой своих голов для главного тренера «Ювентуса».